# Pirgos (gmina)
Pirgos (gr. Δήμος Πύργου, Dimos Pirgu) – gmina w Grecji, w administracji zdecentralizowanej Peloponez, Grecja Zachodnia i Wyspy Jońskie, w regionie Grecja Zachodnia, w jednostce regionalnej Elida. Siedzibą gminy jest Pirgos. W 2011 roku liczyła 47 995 mieszkańców. Powstała 1 stycznia 2011 roku w wyniku połączenia dotychczasowych gmin: Pirgos, Oleni, Iardanos i Walakas.